# Tillandsia tricholepis
Tillandsia tricholepis là một loài thuộc chi Tillandsia. Đây là loài bản địa của Bolivia và Brasil.